# 5リオシ!
『5リオシ!』（ゴリオシ）とは、MUSIC ON! TVで放送されていた、日本のロックバンド、SPYAIRによる、ドキュメント番組である。放送枠は、第4土曜日の21:30〜22:00、再放送は毎週木曜日23:00〜23:30。

## 概要
- 2010年8月にメジャーデビューした、SPYAIRの初の冠番組である。
- SPYAIRの5人が、日本一の頂を目指すための、チャレンジ番組であり、バラエティに近い番組。
- 2010年11月27日に放送開始して、2011年11月26日に終了した。全部で13回である。
- チャレンジの内容は、自らの手でライブチケットを配ったり、真冬の海に入るなど、過酷なものばかりで、メンバーの多くがこの番組を苦手としている。しかし、2011年10月30日の日比谷野外大音楽堂での野外ライブが近づくにつれ、本番組もその手助けとなるようなチャレンジの内容にするなど、メンバーも有意義に感じるような内容になってきている。
- 通常は30分の放送だが、最終回のみ、1時間である。

## 5リオシ!前編〜すいません東京ナメてました/後編〜すいませんもう終わりにして下さい
『5リオシ!前編〜すいません東京ナメてました』（ゴリオシ!ぜんぺん〜すいませんとうきょうナメてました）、『5リオシ!後編〜すいませんもう終わりにして下さい』（ゴリオシ!こうへん〜すいませんもうおわりにしてください）は、日本のロックバンド・SPYAIRの初の映像作品である。キャッチコピーは、”絶対に見ないで下さい”。2012年1月18日にSony Music Associated Recordsからリリースされた。

### 概要
- SPYAIRの初の映像作品である。前編と後編はそれぞれ同時発売で、それぞれDVD2枚組である。
- DVD用に再編集してあり、メンバーによる、グチなど含んだ副音声も収録されている。
- メンバーいわく、キャッチコピーである、”絶対に見ないで下さい”は、宣伝ではなくガチの心の叫びであり、「DVD買う金でライブへ来て」とまで語っている。[1]

### 収録映像

#### 前編

##### DISC 1
1. 5リオシ!第1回
2. 5リオシ!第2回
3. 5リオシ!第3回

##### DISC 2
1. 5リオシ!第4回
2. 5リオシ!第5回
3. 5リオシ!第7回

※第6回は、第1〜5回のダイジェストの為、収録されていない。

#### 後編

##### DISC 1
1. 5リオシ!第8回
2. 5リオシ!第9回
3. 5リオシ!第10回

##### DISC 2
1. 5リオシ!第11回
2. 5リオシ!第12回
3. 5リオシ!最終回SP